# Pipistrellus kuhlii
Il pipistrello albolimbato (Pipistrellus kuhlii  Kuhl, 1817) è un pipistrello della famiglia dei Vespertilionidi diffuso nell'Ecozona paleartica.

## Descrizione

### Dimensioni
Pipistrello di piccole dimensioni, con la lunghezza della testa e del corpo tra 35 e 55 mm, la lunghezza dell'avambraccio tra 30 e 36 mm, la lunghezza della coda tra 30 e 45 mm, la lunghezza del piede tra 6 e 8 mm, la lunghezza delle orecchie tra 10 e 13 mm e un peso fino a 10 g.

### Aspetto
La pelliccia è corta, soffice, densa e lanuginosa. Le parti dorsali variano dal bruno-giallastro nella sottospecie P.k.ikhwanius al bruno-olivastro o bruno-rossastro scuro con la base dei peli più scura, mentre le parti ventrali sono leggermente più chiare e grigiastre. Il muso è largo, con due masse ghiandolari sui lati. Gli occhi sono piccoli. Le orecchie sono marroni o bruno-nerastre, strette, triangolari, ben separate tra loro e con l'estremità arrotondata. Il trago è lungo circa la metà del padiglione auricolare, stretto, con il bordo anteriore dritto, quello posteriore fortemente convesso e con l'estremità arrotondata, mentre l'antitrago è leggermente sviluppato. Le membrane alari sono bruno-nerastre con il bordo posteriore marcato distintamente di bianco e attaccate posteriormente alla base delle dita dei piedi. La punta della lunga coda si estende leggermente oltre l'ampio uropatagio, il quale può essere nerastro, brunastro o marrone chiaro. Il calcar è lungo e carenato. Il cariotipo è 2n=44 FNa=50.

### Ecolocazione
Emette ultrasuoni ad alta intensità sotto forma di impulsi di durata intermedia a banda stretta e frequenza quasi costante finale di 35–40 kHz e con massima energia a 42 kHz.

## Biologia

### Comportamento
Si rifugia in colonie spesso numerose formate da entrambi i sessi negli interstizi di edifici o costruzioni, più raramente nelle cavità degli alberi, sotto le cortecce esfoliate, nelle fessure rocciose e nelle cave o miniere. Utilizza le bat boxes. Nelle zone più settentrionali dell'areale entra in ibernazione da novembre a marzo od aprile, sebbene utilizzi gli stessi ricoveri delle stagioni più calde. Nelle altre parti è attivo durante tutto l'anno. Forma vivai fino a 100 femmine occasionalmente frequentate da alcuni maschi, i quali hanno la caratteristica di essere insolitamente silenziosi. L'attività predatoria inizia prima del tramonto oppure a volte anche in pieno giorno e si prolunga fino all'alba, talvolta interrotta da due o più soste. Il volo è rapido ed agile, con brevi planate e ripetuti percorsi circolari.

### Alimentazione
Si nutre di insetti, particolarmente ditteri, lepidotteri, tricotteri, coleotteri ed emitteri, catturati in volo intorno ai lampioni, in prossimità di alberi o sopra specchi d'acqua.

### Riproduzione
Danno alla luce due piccoli, più raramente soltanto uno, da giugno fino a luglio. Gli accoppiamenti avvengono in tarda estate o in autunno. Le femmine raggiungono la maturità sessuale dopo un anno di vita. L'aspettativa di vita è fino a 8 anni.

## Distribuzione e habitat
Questa specie è diffusa ampiamente nell'Africa settentrionale, in Europa dal Portogallo fino al Kazakistan, nella Penisola Arabica nel Medio Oriente fino all'India. È nota un'osservazione anche nella provincia cinese meridionale dello Yunnan. In Italia è presente su tutto il territorio, isole comprese.
Vive prevalentemente in ambienti urbani, ma anche in boschi, macchia mediterranea, oasi e steppe fino a 2.000 metri di altitudine, sebbene la quota massima preferita sia 700.

## Tassonomia
Sono state riconosciute 3 sottospecie:
- P.k.kuhlii: Portogallo, Spagna, Isole Baleari, Francia, Corsica, Svizzera, Austria, Italia, Sicilia, Sardegna, Germania meridionale, Slovacchia e Ungheria occidentali, Slovenia, Bosnia ed Erzegovina, Croazia, Montenegro, Macedonia del Nord, Serbia, Albania, Grecia, isole di Creta e Rodi, Cipro, Malta, Bulgaria, Romania centrale ed orientale, Moldavia, Ucraina centrale ed orientale, Turchia europea, Armenia, Azerbaigian, Georgia, Russia sud-occidentale, Kazakistan occidentale, Marocco, Algeria settentrionale, Tunisia; Libia ed Egitto settentrionali;
- P.k.ikhwanius (Cheesman & Hinton, 1924): Anatolia occidentale, meridionale e nord-orientale, Arabia Saudita, Emirati Arabi Uniti, Qatar, Bahrein, Oman settentrionale e Yemen occidentale, Penisola del Sinai, Israele, Giordania, Libano, Siria, Iraq, Kuwait;
- P.k.lepidus (Blyth, 1845): Iran, Turkmenistan meridionale e settentrionale, Uzbekistan centro-meridionale, Afghanistan sud-occidentale e nord-orientale, Pakistan centrale, stati indiani dell'Assam, Maharashtra, Meghalaya e Bengala occidentale.

## Conservazione
La IUCN Red List, considerato il vasto areale, l'abbondanza e l'incremento della popolazione in alcune zone, classifica P.kuhlii come specie a rischio minimo (Least Concern).